# Kirche von Atlingbo

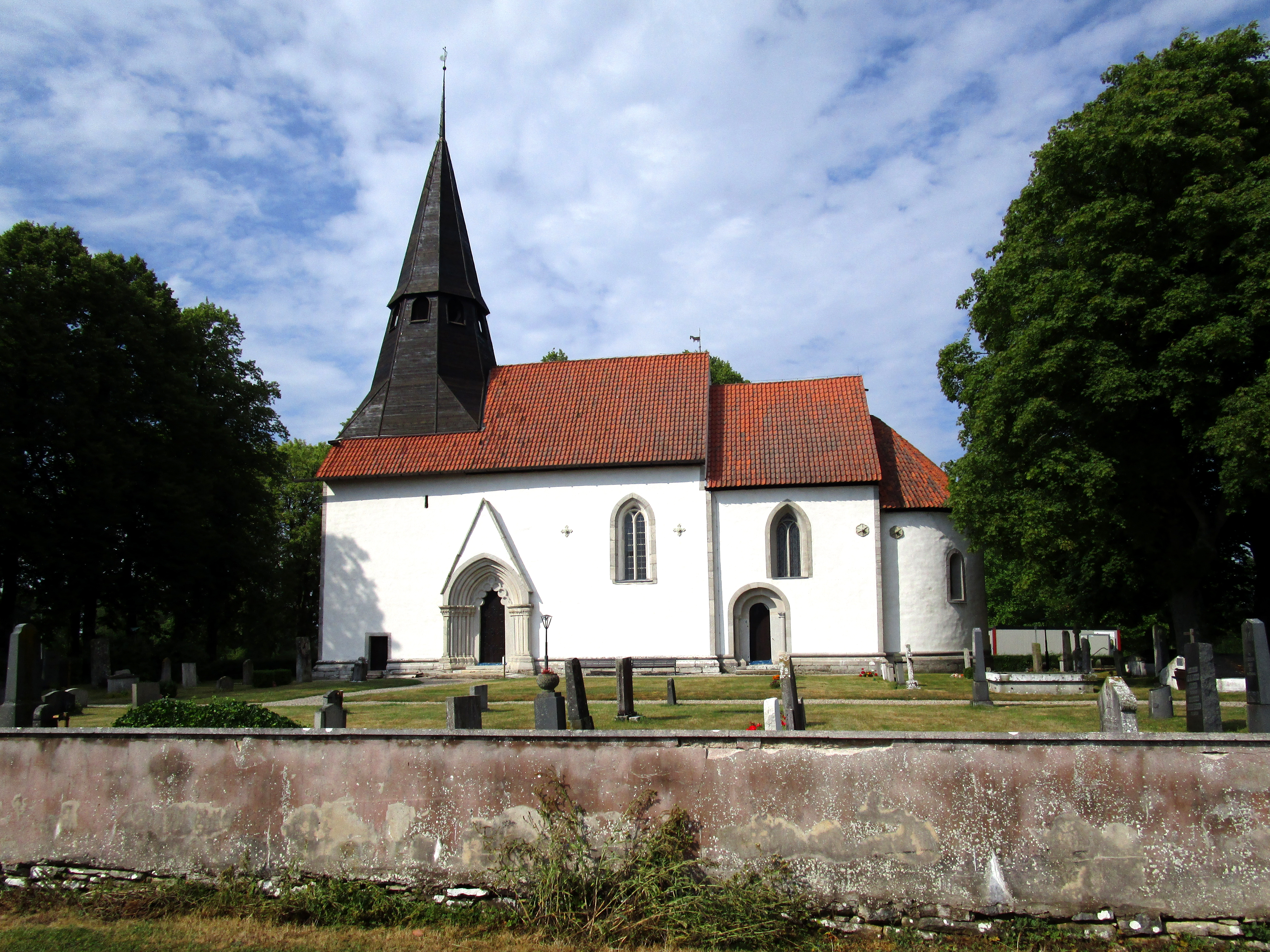
Kirche von Atlingbo, 2014

Die Kirche von Atlingbo (schwedisch Atlingbo kyrka) ist eine gotisch-romanische Landkirche auf der schwedischen Insel Gotland. Sie gehört zur Kirchengemeinde (schwed. församling) Vall, Hogrän och Atlingbo im Bistum Visby.

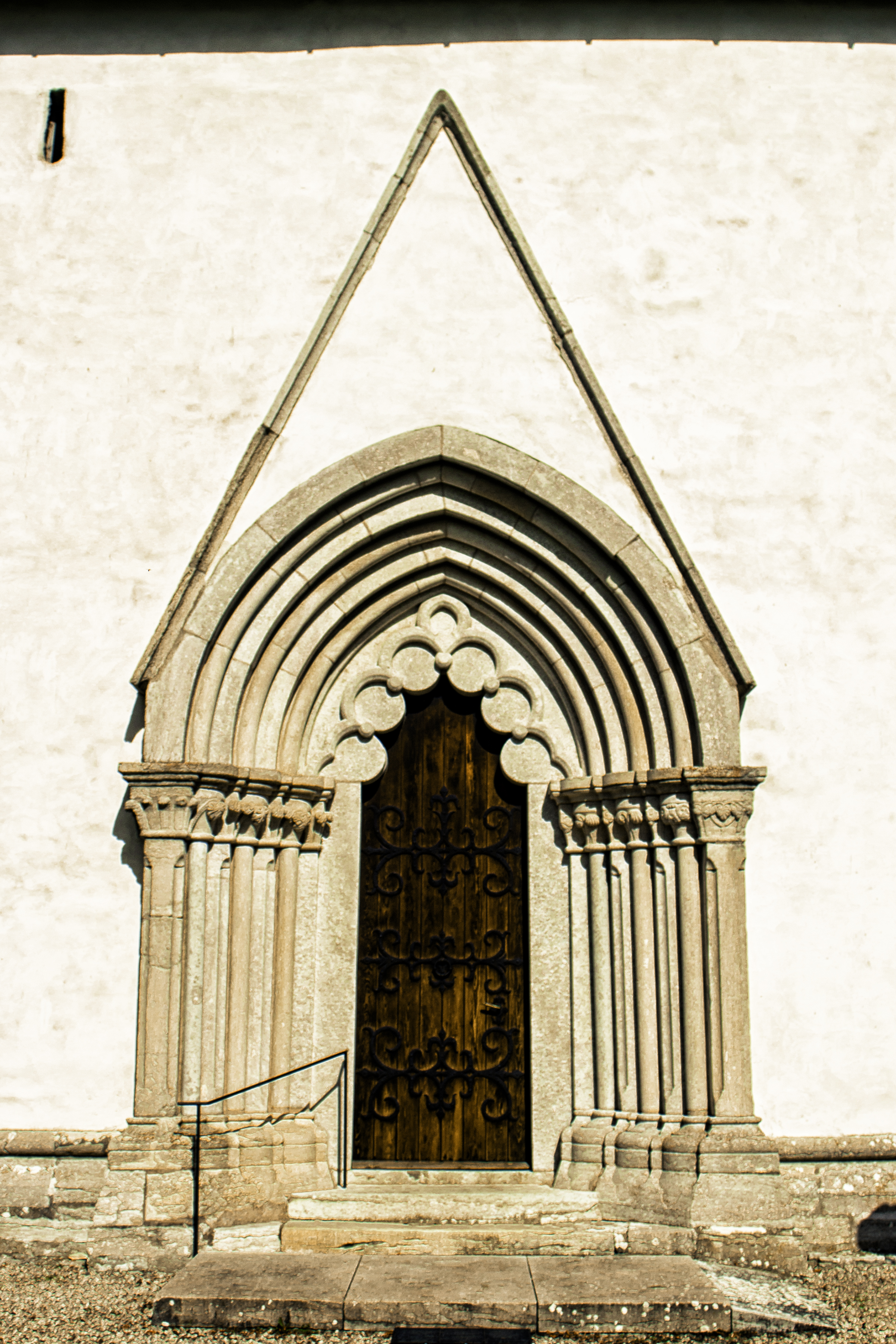
Portal der Kirche von Atlingbo

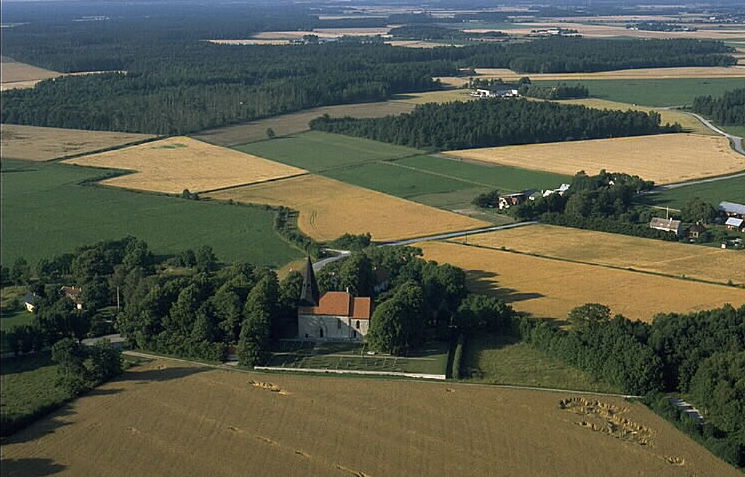
Kirche von Atlingbo

## Asylkirche
Gemäß dem Gutalag, einem Gesetzestext für Gotland, der vermutlich um 1220 aufgezeichnet wurde, war sie eine der drei Asylkirchen auf Gotland, wo sich Personen, die eines Mordes oder Totschlags beschuldigt wurden, und deren Familien 40 Tage lang aufhalten konnten, so dass während dieser Zeit Verhandlungen geführt werden konnten.

## Kirchengebäude
Unter dem Boden der Kirche wurden die Fundamente einer Kirche aus der Mitte des 12. Jahrhunderts ausgegraben, einer der ältesten Steinkirchen auf Gotland. Zu ihr wurde Anfang des 13. Jahrhunderts der quadratische Chor der heutigen Kirche errichtet. Die Apsis hat einen seltenen spitzbogigen, anstatt einen halbrunden Grundriss. Gegen Ende des 13. Jahrhunderts wurden das heutige Langhaus und der Turmraum, der das Erdgeschoss des nie vollendeten Turmes bildet, errichtet. Die Mauern haben später nur die mit Schallöffnungen versehene Spitze erhalten, die einem Glockenstockwerk Platz bietet und von außen als Dachreiter auf dem Langhaus erscheint. Die Sakristei mit dem anschließenden Magazin unter demselben Dach wurde neben der nördlichen Mauer des Chores von 1800 bis 1801 gebaut. Das ganze Gebäude ist aus verputztem Kalkstein errichtet. Die Kirche hat drei Portale mit gehauenen Einfassungen:
- ein romanisches Chorportal im Süden
- ein gotisches Südportal mit skulpturenverzierten Kapitellbändern und einer spitzen Giebelkrone am Langhaus
- ein gotisches Nordportal zum Untergeschoss des Turmes.

Die drei Fenster der Apsis sind noch ursprünglich, wie auch die Südfenster des Langhauses und ein Rundfenster mit Maßwerk in der Westmauer des Turmraumes. In der Südmauer des geplanten Turmes befindet sich eine von außen zugängliche Kammer mit einer ursprünglichen dreipassförmigen Öffnung zum Kirchenraum. In der Mauer über dieser Kammer verläuft die Turmtreppe. Ein ursprünglich an der Wand angebrachtes Weihwasserbecken aus gehauenem Stein befindet sich in der inneren Nische des Langhausportals. Der weite Triumphbogen vereinigt den ungewöhnlich geräumigen Apsischor und das einschiffige Langhaus, das durch einen auf Konsolen ruhenden profilierten Gurtbogen in zwei Joche geteilt ist.

## Der Runenstein G 200

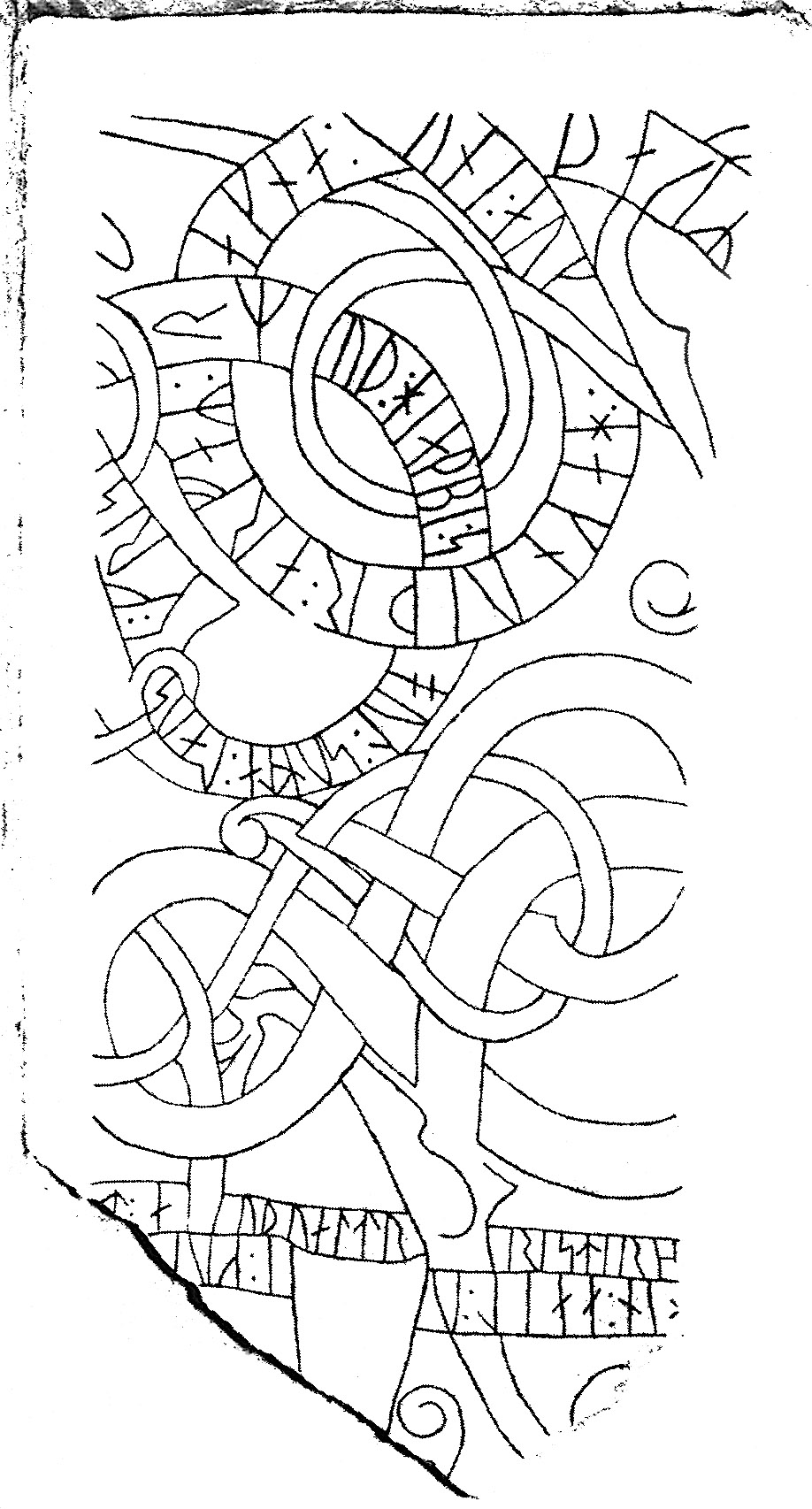
G 200

In der Kirche befindet sich ein Bruchstück eines wikingerzeitlichen (etwa 1100 n. Chr. entstandenen) Runensteins aus Kalkstein. Es ist etwa 1,33 m lang, 0,56 m breit und 0,24 m dick. Es zeigt Reste eines Schlangenbandes mit einer Runeninschrift.

## Ausstattung
- Der Taufstein aus Sandstein mit achteckiger reliefverzierter Schale wird dem Meister Byzantios aus dem 12. Jahrhundert zugeschrieben.
- Der Altar aus Holz ist aus dem 17. Jahrhundert.
- Die Kanzel wurde 1693 von Rasmus Felderman angefertigt; die kräftige Bemalung ist von 1758.
- Die Bänke entstanden im 18. Jahrhundert.
- Die Orgel mit sechs Registern wurde 1892 von Åkerman & Lund Orgelbyggeri gebaut.

## Lage
Die Kirche liegt im Landesinnern von Gotland, östlich der Straße 142 von Visby nach Hemse, 19 km südlich von Visby, 27 km nördlich von Hemse und 4,5 km südwestlich von Roma.